# RealTouch
El RealTouch es un dispositivo teledildónico de estimulación sexual masculina que consiste en una funda equipada con "cinturones, chorros, elementos calefactores y otros artilugios" que se coloca sobre el pene y sincroniza las sensaciones con un vídeo en línea especialmente producido. Fue creado por AEBN en 2008. Representantes de la empresa hicieron una demostración del dispositivo en la AVN Adult Entertainment Expo de 2009 de Las Vegas (Nevada) y salió a la venta en noviembre de ese mismo año.
AEBN también fabricó un consolador con sensor táctil capacitivo, el JoyStick. Con estos dos productos, pretendía ofrecer acceso a servicios teledildónicos interactivos a distancia a través de Internet mediante su división RealTouch Interactive.
La comercialización del RealTouch tuvo importantes costes de licencia de patentes. AEBN se retiró del mercado en 2015 cuando ya no pudo sostener el coste de producción del producto.